# Nicole Klingler
Nicole Klingler (* 10. Juni 1980 in Mauren) ist eine ehemalige liechtensteinische Volleyballspielerin, Langstreckenläuferin, Duathletin, Triathletin und Ironman-Siegerin (2009).

## Werdegang
Nicole Klingler spielte einige Jahre lang Volleyball in der Jugend-Nationalmannschaft. 1997 startete sie bei ihrem ersten Triathlon. Auch ihr jüngerer Bruder Michael (* 1983) war als Sportler im Bobsport aktiv – er startete 2010 bei den Olympischen Winterspielen.
1997 startete sie bei ihrem ersten Triathlon und nach einigen nationalen und internationalen Triathlon-Erfolgen in der Klasse F18–24 konnte sie 2006 auch einen zweiten Platz in Zürich und Sherborne in der Gesamtwertung erreichen.
Im September 2008 wurde sie Dritte bei der Europameisterschaft auf der Triathlon-Langdistanz. Im selben Jahr versuchte sie, sich im Marathonlauf für die Olympischen Spiele in Peking zu qualifizieren und obwohl sie als Siegerin des Bienwald-Marathons und als Sechste des Prag-Marathons jeweils einen liechtensteinischen Rekord aufstellte, verpasste sie knapp das Limit ihres Verbandes von 2:48:50 h.
Im Juni 2009 gewann sie beim Ironman Japan erstmals einen Triathlon auf der Langdistanz (3,86 km Schwimmen, 180,2 km Radfahren und 42,195 km Laufen). Am Ende des Jahres legte sie eine Babypause ein und im August 2010 gewann sie die Kleinstaaten-EM in Vaduz.
Nach der Geburt ihres zweiten Kindes kündigte Klingler im Juni 2013 an, ab Juli wieder bei Bewerben im Triathlon- und Laufsport starten zu wollen. Ihr Spitzname ist Speedy Nicole. Nicole Klingler lebt in Ruggell und arbeitet als Ärztin am Inselspital Bern.
2021 startete die 41-Jährige bei den Europameisterschaften auf der Triathlon-Mitteldistanz, konnte das Rennen aber nicht beenden.

## Auszeichnungen
- Sportler des Jahres (Liechtenstein) 2003, 2004, 2005, 2008[3]

## Sportliche Erfolge
| Datum/Jahr    | Rang | Wettbewerb                                           | Austragungsort | Zeit        | Bemerkung |
| ------------- | ---- | ---------------------------------------------------- | -------------- | ----------- | --- |
| 27. Juni 2021 | DNF  | ETU Middle Distance Triathlon European Championships | Walchsee       | –           | ETU-Europameisterschaft auf der Halbdistanz bei der Challenge Walchsee-Kaiserwinkl (AK 40-44)                    |
| 25. Juni 2018 | 1    | Märwil Triathlon                                     | Thurgau        |             | erfolgreiche Titelverteidigung (250 m Schwimmen, 20 km Radfahren und 7 km Laufen)                                |
| 3. Juni 2018  | 5    | Luschnouar Ironmännli                                | Lustenau       | 00:56:34    | auf der Sprintdistanz, hinter Bianca Steurer                                                                     |
| 3. Sep. 2017  | 1    | Triathlon Internazionale di Mergozzo                 | Mergozzo       | 04:48:22,50 | Siegerin auf der Mitteldistanz                                                                                   |
| Juni 2017     | 1    | Märwil Triathlon                                     | Thurgau        |             | |
| 6. Juli 2014  | 5    | Ironman 70.3 Norway                                  | Haugesund      | 04:45:20    | Erster Start auf der halben Ironman-Distanz (Ironman 70.3: 1,9 km Schwimmen, 90 km Radfahren und 21,1 km Laufen) |
| 25. Aug. 2013 | DNF  | Trans Vorarlberg Triathlon                           | Bregenz        | –           | |
| 20. Juli 2013 | 3    | Allgäu Triathlon                                     | Immenstadt     |             | auf der olympischen Distanz                                                                                      |
| 26. März 2011 | 2    | Volkswagen Aldiana Triathlon                         | Alaminos       | 02:22:12    | Zweite auf der olympischen Distanz (1,5 km Schwimmen, 40 km Radfahren und 10 km Laufen)                          |
| 8. Aug. 2010  | 1    | Kleinstaaten-EM                                      | Vaduz          | 01:05:37,2  | 700 m Schwimmen, 20 km Radfahren und 5 km Laufen                                                                 |
| 7. Aug. 2010  | 1    | Ravensburger Triathlon                               | Ravensburg     | 02:15:32    | 1,5 km Schwimmen, 40 km Radfahren und 10 km Laufen                                                               |
| 26. Juli 2008 | 1    | Allgäu Triathlon                                     | Immenstadt     | 04:54:14    | 2 km Schwimmen, 92 km Radfahren und 21,09 km Laufen                                                              |
| 2007          | 2    | Sempachersee-Triathlon                               | Nottwil        | 02:21:19    | Zweite hinter Nicole Hofer                                                                                       |
| 13. Aug. 2006 | 2    | Brigantium Triathlon                                 | Bregenz        | 02:24:23    | |
| 2006          | 1    | Sempachersee Triathlon                               | Nottwil        | 02:14:37    | wurde als Duathlon ausgetragen, da der kalte Sempachersee ein Schwimmen nicht zuliess                            |
| 14. Aug. 2005 | 3    | Brigantium Triathlon                                 | Bregenz        | 02:21:10    | |
| 15. Aug. 2004 | 1    | Brigantium Triathlon                                 | Bregenz        | 02:21:01    | am Bodensee über die olympische Distanz (1,5 km Schwimmen, 40 km Radfahren und 10 km Laufen)                     |
| 17. Aug. 2003 | 1    | Brigantium Triathlon                                 | Bregenz        |             | |

| Datum/Jahr    | Rang | Wettbewerb                                         | Austragungsort | Zeit     | Bemerkung |
| ------------- | ---- | -------------------------------------------------- | -------------- | -------- | --- |
| 20. Aug. 2011 | DNF  | ETU Long Distance Triathlon European Championships | Tampere        | –        | |
| 31. Juli 2011 | 5    | Ironman UK                                         | Bolton         |          | [ 11 ] |
| 21. Juni 2009 | 1    | Ironman Japan                                      | Gotō-Inseln    | 09:52:52 | Nicole Klingler errang ihre erste Goldmedaille auf der Langdistanz.                                                                   |
| 6. Sep. 2008  | 3    | ETU Long Distance Triathlon European Championships | Gérardmer      | 07:24:30 | Nicole Klingler erreichte über die dreifache olympische Distanz (4 km Schwimmen, 120 km Radfahren und 30 km Laufen) den dritten Rang. |
| 19. Aug. 2007 | 3    | Ironman UK                                         | Sherborne      |          | |
| 15. Juli 2007 | 15   | ITU Long Distance Triathlon World Championships    | Lorient        |          | Triathlon-Weltmeisterschaft auf der Langdistanz                                                                                       |
| 20. Aug. 2006 | 2    | Ironman UK                                         | Sherborne      | 09:52:26 | |
| 2. Juli 2006  | 2    | Ironman Switzerland                                | Zürich         | 09:36:18 | |
| 2005          | 1    | Triathlon XL                                       | Gérardmer      |          | 4 km Schwimmen, 120 km Radfahren und 30 km Laufen                                                                                     |
| 27. Juni 2004 | 7    | Ironman France                                     | Gérardmer      | 10:25:57 | Siegerin der Klasse F18–24 |
| 18. Okt. 2003 | 37   | Ironman Hawaii                                     | Hawaii         | 10:37:24 | Siegerin der Klasse F18–24 |
| 1. März 2003  |      | Ironman New Zealand                                | Taupō          |          | Sieg in der Klasse F18–24 |
| 19. Okt. 2002 | 93   | Ironman Hawaii                                     | Hawaii         | 11:19:49 | Platz 5 in der Altersklasse Frauen 18–24 Jahre                                                                                        |

| Datum/Jahr    | Rang | Wettbewerb               | Austragungsort   | Zeit     | Bemerkung |
| ------------- | ---- | ------------------------ | ---------------- | -------- | --- |
| 27. Apr. 2014 | 3    | Rheintal Duathlon        | Marbach          | 00:58:13 | |
| 11. Juni 2011 | 2    | Duathlon Swisscup-Rennen | Mühleturnen      |          | |
| 8. Mai 2011   | 1    | Powerman Italy           | Valdremara-Lecco | 03:59:17 | 10 km Laufen, 75 km Radfahren und 10 km Laufen                                                                                                  |
| 25. Apr. 2011 | 2    | Rheintal Duathlon        | Marbach          | 00:57:24 | Zweite hinter Yvonne van Vlerken |
| 16. Aug. 2009 | 2    | Swiss Duathlon Cup       | Baldegg          |          | Zweite hinter Martina Krähenbühl (5 km Laufen, 20 km Radfahren, 5 km Laufen)                                                                    |
| 26. Apr. 2009 | 2    | Rheintal Duathlon        | Marbach          | 00:58:21 | |
| 24. Aug. 2008 | 2    | Powerman Austria         | Weyer            |          | Langdistanz-Duathlon |
| 27. Apr. 2008 | 1    | Rheintal Duathlon        | Marbach          | 00:58:40 | |
| 7. Mai 2006   | 2    | Powerman Luxemburg       | Weiswampach      | 03:15:48 | Zweite hinter der Deutschen Ulrike Schwalbe |
| 22. Aug. 2004 | 2    | Powerman Austria         | Weyer            |          | Nicole Klingler landet bei diesem Duathlon hinter der Ungarin Erika Csomor in Oberösterreich auf dem zweiten Rang.                              |
| 6. Mai 2004   | 3    | Powerman Luxemburg       | Weiswampach      | 03:15:29 | Beim Duathlon (10 km Laufen, 60 km Radfahren, 10 km Laufen) landet Nicole Klingler hinter der Siegerin Yvonne van Vlerken auf dem dritten Rang. |
| 2004          | 3    | Powerman Zofingen        | Zofingen         |          | Der Powerman Zofingen zählt im Duathlon als Langdistanz-Weltmeisterschaft (Erster Lauf 10 km, Radstrecke 158 km und zweiter Lauf 30 km).        |
| 2003          | 10   | Powerman Holland         | Niederlande      |          | |
| 2002          | 7    | Powerman Zofingen        | Zofingen         |          | |
| 2002          | 5    | Powerman Holland         | Niederlande      |          | |

| Datum/Jahr    | Rang | Wettbewerb                | Austragungsort         | Zeit     | Bemerkung    |
| ------------- | ---- | ------------------------- | ---------------------- | -------- | ------------ |
| 20. Sep. 2014 | 1    | Bodensee-Marathon         | Kressbronn am Bodensee | 01:25:53 | Halbmarathon |
| 11. Mai 2008  | 6    | Prag-Marathon             | Prag                   | 02:51:17 |              |
| 9. März 2008  | 1    | Bienwald-Marathon         | Kandel (Pfalz)         | 02:51:46 |              |
| 7. Okt. 2007  | 2    | Marathon im Dreiländereck | Bregenz                | 01:24:29 | Halbmarathon |

(DNF – Did Not Finish)